# Kocaagizus
Kocaagizus is een geslacht van vliesvleugeligen uit de familie Eulophidae. De wetenschappelijke naam van dit geslacht is voor het eerst geldig gepubliceerd in 1993 door Doganlar.

## Soorten
Het geslacht Kocaagizus is monotypisch en omvat slechts de volgende soort:
- Kocaagizus pirireisi Doganlar, 1993